# Мадг'я-Прадеш
Мадг'я-Прадеш (гінді मध्य प्रदेश, англ. Madhya Pradesh) — штат у центрі Індії. Столиця — місто Бхопал.

## Географія
Площа штату — 308,1 тис. км² (2-й за площею в країні) — до виділення з його складу в 2000 р. штату Чхаттісгарх, Мадг'я-Прадеш був найбільшим за площею в країні. Межує зі штатами Гуджарат, Раджастхан, Уттар-Прадеш, Чхаттісгарх, Махараштра.
Штат знаходиться на вододілі Бенгальської затоки і Аравійського моря. До басейну першого відносяться притоки Ґанґи, Маханаді і Годаварі, другого — Нармада і Тапті. Лісистість становить 31 %.

### Адміністративно-територіальний поділ
Штат поділений на 10 дивізіонів
і включає в себе 50 округів: Детальніше дивитись Список округів штату Мадх'я-Прадеш
- Аліраджпур
- Ануппур
- Ашокнагар
- Балагхат
- Барвані
- Бетул
- Бурханпур
- Бхінд
- Бхопал
- Відіша
- Гваліор
- Гуна
- Дамох
- Датія
- Девас
- Джабалпур
- Джхабуа
- Діндорі
- Дхар
- Індор
- Катні
- Кхандва
- Кхаргон
- Мандла
- Мандсаур

- Морена
- Нарсінгхпур
- Німач
- Панна
- Раджгарх
- Райсен
- Ратлам
- Рева
- Сагар
- Сатна
- Сеоні
- Сехор
- Сідхі
- Сінграулі
- Тікамгарх
- Удджайн
- Умарія
- Харда
- Хошангабад
- Чхатарпур
- Чхіндвара
- Шаджапур
- Шахдол
- Шеопур
- Шівпурі

## Історія

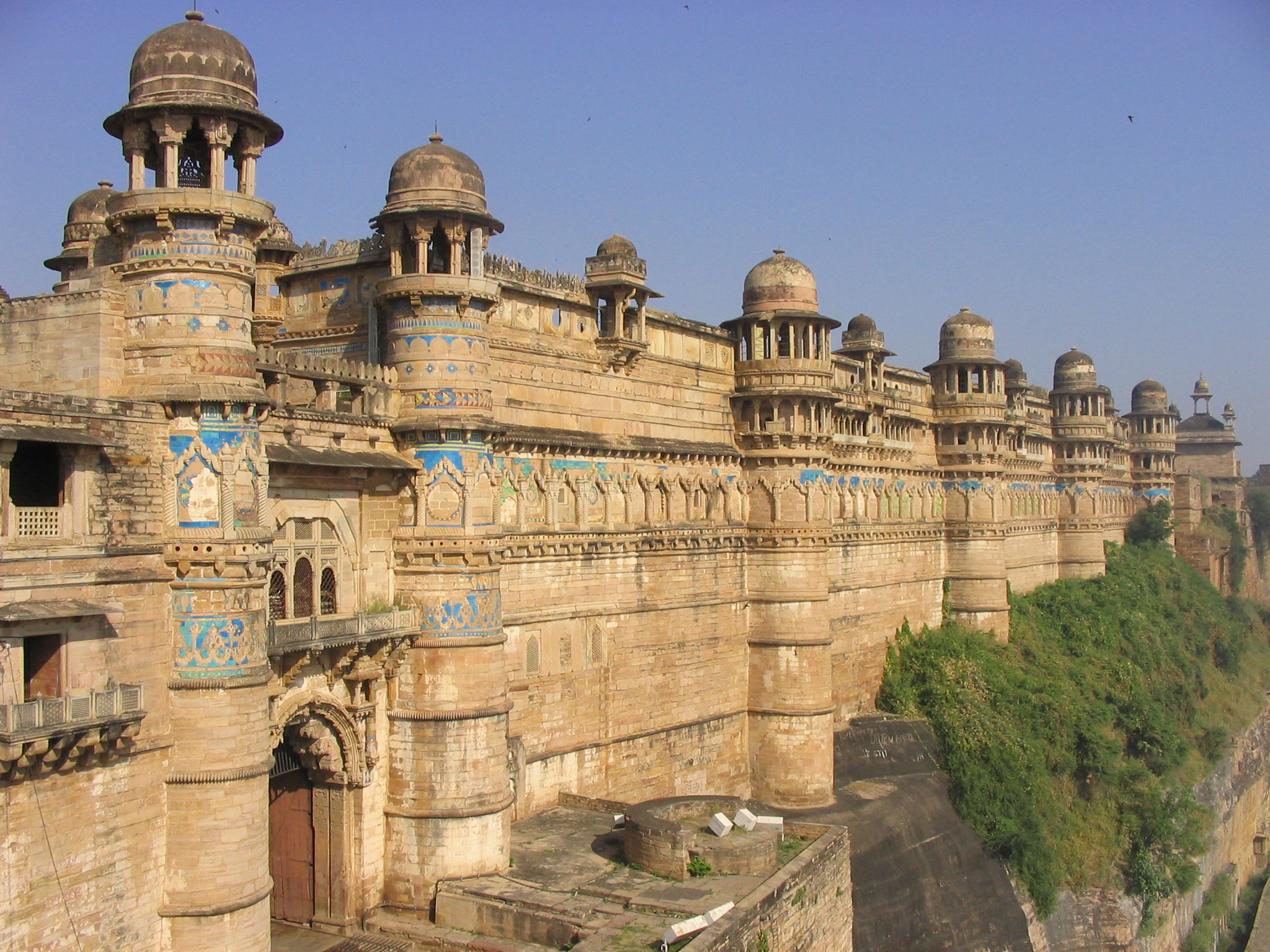
Гваліярська фортеця.

З 321 по 185 р. до н. е. територія штату входила до складу імперії Маур'їв, створеної царем Чандраґуптою. Місто Удджайн, розташоване на північному заході штату, було одним з найважливіших міст імперії.
У IV—V століттях північна Індія була знов об'єднана під владою Гуптів. Надалі настав період феодальної роздрібленості, хоча північна частина штату знаходилася під владою могутнього Делійського султанату в XIII—XIV століттях.
На початку XVI століття велика частина штату знаходилася під владою гваліорського махараджі і гуджаратського султана. В середині XVI століття ці території увійшли до складу імперії Великих Моголів (при імператорові Акбарі). Після смерті в 1707 р. імператора Аурангзеба вплив Моголів почав слабшати, і контроль над штатом встановили племена маратхі (основне населення сучасного штату Махараштра). Проте в результаті трьох англо-маратхських війн в 1775—1818 р. їх змінили британці — основна частина штату увійшла до Британської Індії на правах князівства.
У 1861 р. південна частина штату увійшла до складу Центральних провінцій британської колонії. У 1950 р. штат отримав сучасну назву, проте, його кордони потім двічі перекраювалися — спочатку в 1956 р., коли околиці Нагпура увійшли до складу Махараштри, а потім в 2000 р., коли був виділений штат Чхаттісгарх.

## Економіка
Виробляється: бавовна, олійні культури, цукор, текстиль, папір, алюміній, розвинене машинобудування.

## Культура

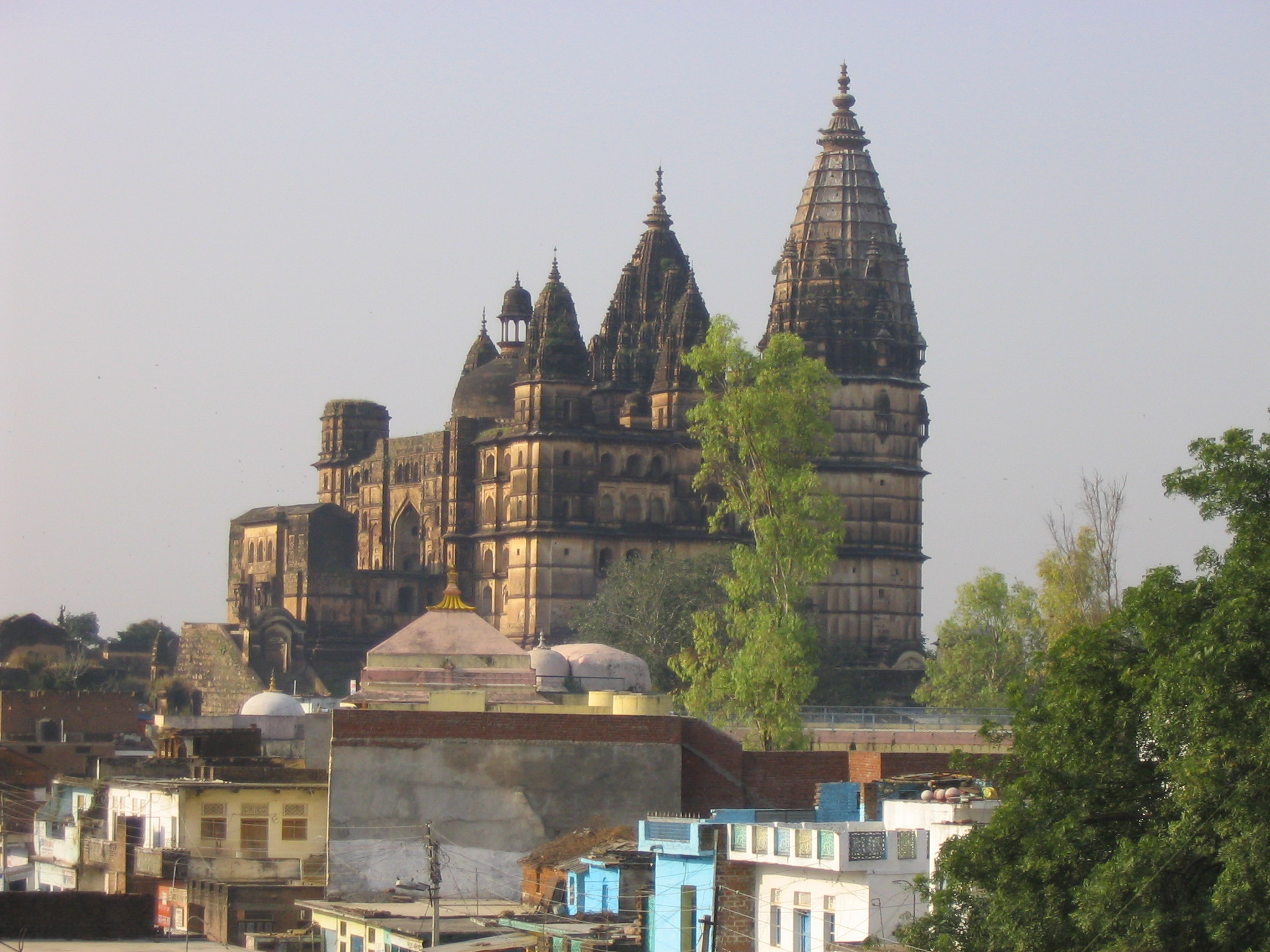
Орчха в Бунделкханді.

На території штату знаходиться ряд об'єктів Всесвітньої спадщини ЮНЕСКО — це храми Кхаджурахо, буддійські пам'ятки — ступа Санчі та скелясті печери Бхімбеткі. Індаур (Індор), Гваліор, Бхопал, Удджайн також є крупними туристичними центрами.